# Людмила Фрейова
Людмила Фрейова (чеськ. Ludmila Freiová, 15 березня 1926, Прага — 12 жовтня 2014, Прага) — чеська письменниця-фантастка, автор творів для молоді та перекладач.

## Біографія
Людмила Фрейова народилася у Празі. Вона вивчала чеську та італійську мови, а також філософію на факультеті мистецтв Карлового університету. З 1951 року вона працювала вчителькою в середній школі та спецшшколі, відомою стала як автор низки статей про виховання підростаючого покоління. з 1959 аж до виходу на пенсію в 1986 році вона працювала у виші викладачем філософії, чеської та італійської мови.
Літературною діяльністю Людмила Фрейова розпочала займатися з початку 60-х років ХХ століття, коли вийшли перші твори письменниці для дітей та молоді. З 1975 року вона переважно писала науково-фантастичні твори. Окрім написання власних творів вона також займалась перекладом науково-фантастичних творів з італійської мови. Публікувалась Людмила Фрейова в журналі «Ikarie» та інших науково-фантастичних періодичних виданнях, а також у фензинах, публікувала статті про фантастику для чеського фандому.
з 1948 до 1955 року Людмила Фрейова була одружена з Вацлавом Раблом. Вона цікавилась філософією, психологією, біологією, образотворчим мистецтвом, італійською мовою та музикою.
Померла Людмила Фрейова у Празі 12 жовтня 2014 року.

## Премії
Людмила Фрейова нагороджена премією міністерства освіти Чехословаччини та Державного педагогічного видавництва Чехословаччини за твори для дітей та молоді «Вівторок» та «Історія одного року». у 1993 році вона нагороджена премією імені Карела Чапека «Саламандра» за заслуги в розвитку чеської фантастики. У 1997 році вона отримала спеціальну премію чеської Академії НФ, фентезі і горору за багатолітній літературний внесок на ниві фантастики.

## Вибрана бібліографія

### Твори для дітей і молоді
- Вівторок (чеськ. Úterý, 1960)
- Історія одного року (чеськ. Příběh jednoho roku, 1966)
- Листи про Яшку (чеськ. Dopisy pro Jaszka, 1972)

### Науково-фантастичні книги
- Літні курси (чеськ. Letní kursy, 1977)
- Звироднілий тип (чеськ. Vyřazený exemplář, 1980)
- Страх на планеті Квара (чеськ. Strach na planetě Kvara, 1982)
- Чужинці на планеті Квара (чеськ. Cizinci na planetě Kvara, 1986)
- Звідки прийшов Сильвестр Стін? (чеськ. Odkud přišel Silvestr Stin?, 1986)
- Дата народження — нуль (Стін, перенесений у паралельний світ) (чеськ. Datum narození nula (Stín přivedený do paralelního světa), 1990)
- Час поза часом (чеськ. Čas mimo čas, 1998)